# Parque nacional natural El Tuparro
El parque nacional natural El Tuparro se encuentra ubicado en la Orinoquía en Colombia. Su superficie hace parte del departamento de Vichada. Fue creado en 1970, se extiende por un área de 548.000 ha y está bañado por los ríos Tomo al norte, y los ríos Tuparro, Tuparrito y Caño Maipures al sur. El parque es un santuario de aves, orquídeas, monos, serpientes y toninas (delfines rosados de agua dulce). Allí existe también un antiguo cementerio que perteneció a la nación indígena de los maipures, hoy desaparecidos. Este parque debe su nombre al Río Tuparro, pequeños cerros de altura inferior a 900 m., restos del antiguo macizo de Guayana, compuestos de cuarzo y que se consideran actualmente como unas de las montañas más antiguas del continente. 
Sobresalen el raudal de Maipures sobre el río Orinoco y en la desembocadura del Tuparro. El cauce del Orinoco se estrecha por esta zona y su corriente fluye estruendosamente entre rocas gigantes que se extienden hasta 5 km.
Se encuentran cinco especies de primates en El Tuparro: Cebus apella, Cebus albifrons, Alouatta seniculus, Aotus sp. (tal vez Aotus brumbacki) y Callicebus lugens. En el parque se encuentra la encantadora y poco común palma Maximiliana regiae que es una especie clave para el capuchino de frente blanca, siendo las nueces su principal cualquier m. El capuchino de frente blanca (Cebus albifrons) es un mono capuchino que actualmente se encuentra en la lista roja de la UICN. Este parque es importante para la conservación del cocodrilo del orinoco (Crocodylus intermedius)